# دودلي نيويت
دودلي موريس نيويت (بالإنجليزية: Dudley Maurice Newitt)‏ ـ (ولد في لندن في 28 أبريل 1894 ـ 14 مارس 1980) مهندس كيميائي بريطاني حصل على وسام رمفورد سنة 1962 «تقديراً لإضافاته القيمة إلى الهندسة الكيميائية».
خدم نيويت في الجيش البريطاني في الحرب العالمية الأولى وحصل على وسام الصليب العسكري، وفي سنة 1921 حصل على درجة البكالوريوس العلوم في تخصص الكيمياء من الكلية الملكية للعلوم بلندن ثم التحق بالدراسات العليا في الكلية الإمبريالية (بالإنجليزية: Imperial College)‏ بلندن. وأثناء الحرب العالمية الثانية كان مديراً علمياً للعمليات الخاصة التي كانت تتولى تطوير التكنولوجيا المتعلقة بإفساد معدات العدو وبالتجسس، وأثناء هذه الفترة انتخب نيويت زميلاً للجمعية الملكية.
في سنة 1945 عين نيويت أستاذاً للهندسة الكيميائية بالكلية الإمبريالية، وفي سنة 1952 ترأَّس القسم وتولى المسئولية عن مبنى القسم الجديد (الذي اكتمل عام 1967)، ثم عين عميداً للكلية سنة 1956 وحتى تقاعده سنة 1961.
توفي نيويت في مدينة فارنهام بمقاطعة سري في 14 مارس 1980.